# Bertrand Amoussou
Pour les articles homonymes, voir Amoussou.
Bertrand Amoussou, né le 29 mai 1966, est un sportif français, Apres une belle carrière dans 3 disciplines de combat. Il fut également President de la CFMMA et President de l'IMMAF.
Il est le frère de Karl Amoussou, pratiquant professionnel d'arts martiaux mixtes.

## Biographie
Il est né au Sénégal d'un père béninois sélectionné Olympique en Judo (Munich 1972), professeur de karaté et de judo,.
Il commence le judo à l'âge de 10 ans, et obtient sa ceinture noire à 16 ans. Il entre en équipe de France junior à l'âge de 18 ans, et intègre l'INSEP l’année suivante. Il est ensuite champion de France junior et senior, médaillé européen, champion d’Europe par équipe et vainqueur des jeux méditerranéens.
Il pratique ensuite le ju-jitsu, le karaté et le kick-boxing. Il sera champion d’Europe, 3 fois champion du monde, et vainqueur des jeux mondiaux en ju jitsu Fighting system.
En 2004, il sera invité à combattre pour la prestigieuse organisation du Pride FC. 6 années après avoir mis fin à sa carrière, il relève le défi et remportera son combat par Ko au 2ème round lors du Pride Bushido 3. Il est à ce jour, le seul Français à avoir remporté un combat dans ce qui fut la plus grande organisation de MMA de l'époque.
En 2008, Il créa la Commission Nationale de MMA (ou CNMMA) pour militer et œuvrer pour la légalisation du MMA en France.
En 2012, la CNMMA devint CFMMA avec l'arrivée de la Federation internationale.
Bertrand Amoussou, intégra cette institution avant de devenir Vice President, puis President (2013 à 2015), et actuellement Directeur et membre du Board.
Il est également le créateur du système de grade en MMA et validé en AG par la Fédération internationale de MMA.
Bertrand Amoussou est considéré comme l'un des acteurs principaux à la légalisation du MMA en France survenue le 7 février 2020.